# Ward Kennes
Eduardus (Ward) Kennes (Turnhout, 30 maart 1967) is een Belgisch politicus voor CD&V. Hij is burgemeester van Kasterlee en voormalig Vlaams Parlementslid.

## Levensloop
Na de middelbare school studeerde Ward Kennes rechten. Eerst volgde hij van 1985 tot 1987 een kandidatuur aan de Facultés universitaires Notre-Dame de la Paix in Namen en nadien een licentie aan de Katholieke Universiteit Leuven, die hij in 1990 afrondde. Ook voltooide hij een aantal academische opleidingen in het buitenland, in 1990 aan de Ruprecht-Karls-universiteit in Heidelberg, in 1992 aan de Universiteit van Stellenbosch in Zuid-Afrika en in 1994 aan de Universiteit van Oxford. In 1993 behaalde hij ook een baccalaureaat in kerkelijk recht aan de KU Leuven.
Na het afronden van zijn studies was Kennes van 1994 tot 1998 adjunct-directeur van de ngo Jesuit Refugee Service Europe en tezelfdertijd wetenschappelijk medewerker aan de faculteit Kerkelijk Recht in Leuven. In 1998 ging hij aan de slag als fractiesecretaris van de CVP- en daarna de CD&V-fractie in het Vlaams Parlement en daarop aansluitend in 2004 als kabinetssecretaris, van 2004 tot 2007 op het kabinet van Kris Peeters en daarna van 2007 tot 2008 op dat van Hilde Crevits, beiden Vlaams minister van Openbare Werken, Energie, Leefmilieu en Natuur.
Als student werd Kennes actief bij de CVP-jongeren. Vanaf oktober 1994 bekleedde hij zijn eerste politieke mandaat als provincieraadslid van Antwerpen, hetgeen hij zou blijven tot aan de verkiezingen van oktober 2000. Bij de lokale verkiezingen van 2000 stelde hij zich kandidaat in de gemeente Kasterlee en werd hij verkozen als gemeenteraadslid. Begin 2001 werd hij fractieleider voor CVP/CD&V in de gemeenteraad. Sinds mei 2005 is Kennes in deze gemeente burgemeester. Hij volgde Walter Otten in deze functie op.
Eind april 2008 kwam hij voor de kieskring Antwerpen in het Vlaams Parlement terecht als opvolger van Cathy Berx, die gouverneur van de provincie Antwerpen werd. Ook na de volgende Vlaamse verkiezingen van 7 juni 2009 en van 25 mei 2014 bleef hij Vlaams volksvertegenwoordiger. Als Vlaams Parlementslid zetelde Kennes van 2008 tot 2009 in de commissie Wonen, Stedelijk Beleid, Inburgering en Gelijke Kansen en van 2008 tot 2012 in de commissie Algemeen Beleid, Financiën en Begroting en was hij van 2009 tot 2014 lid van de commissie Bestuurszaken, Binnenlands Bestuur, Inburgering en Toerisme en van 2012 tot 2014 lid van de commissie Buitenlands Beleid, Europese Aangelegenheden en Internationale Samenwerking. In de legislatuur 2014-2019 was hij dan weer effectief lid van de commissies Bestuurszaken, Binnenlands Bestuur, Inburgering en Stedenbeleid en Buitenlands Beleid, Europese Aangelegenheden, Internationale Samenwerking, Toerisme en Onroerend Erfgoed. Kennes had van 2012 tot 2019 tevens zitting in het Benelux-parlement als opvolger van Ludwig Caluwé. Hij werd tevens voorzitter van de christelijke fractie van het Benelux-parlement.
Bij de Vlaamse verkiezingen van mei 2019 raakte Kennes niet herkozen. Hij werd vervolgens van 2019 tot 2022 voorzitter van de provinciale CD&V-afdeling van Antwerpen en ging in november 2019 als adviseur werken op het kabinet van Vlaams viceminister-president Hilde Crevits, hetgeen hij bleef tot in september 2024. Sinds december 2024 is hij opnieuw provincieraadslid van Antwerpen.
Hij bekleedt verschillende bestuursmandaten, onder meer bij Pidpa (sinds 2019) en het Vlaams Vredesinstituut (sinds 2020). Sinds 2015 is hij voorzitter van het Streekplatform Kempen. In januari 2025 werd hij voorzitter van Kordia en in februari 2025 van de streekintercommunale IOK en van IOK Afvalbeheer.